# ADS 9731
ADS 9731 eller HD 139691 är en multipelstjärna belägen i den mellersta delen av stjärnbilden Norra kronan. Den har en högsta kombinerad genomsnittlig skenbar magnitud av ca 7 och kräver en kraftig handkikare eller ett mindre teleskop för att kunna observeras. Baserat på parallax enligt Gaia Data Release 3 på ca 9,09 mas, beräknas den befinna sig på ett avstånd på ca 359 ljusår (110 parsek) från solen. Den rör sig närmare solen med en heliocentrisk radialhastighet på ca -34 km/s.

## Observation
ADS 9731 är ett stjärnsystem som består av sex stjärnor varav fyra är visuellt åtskilda på himlen och bildar ett visuellt stjärnsystem, som upplöstes med adaptiv optik 1995. Två av dessa stjärnor befanns 1998 själva vara spektroskopiska dubbelstjärnor, vilket resulterade i totalt sex kända stjärnor i systemet. Det är ett av mycket få multipelstjärnsystem som är känt för att ha minst sex medlemmar.
Komponenterna är organiserade så här: Aa och Ab är gulvita huvudseriestjärnor av spektraltyperna F4 V och F5 V med massa på 1,35 respektive 1,32 solmassor, som kretsar kring varandra med en omloppsperiod av 3,27 dygn. Detta par befinner sig i en 450-årig bana med stjärna B, en stjärna av spektraltyp G4 V som har ungefär samma massa som solen. Stjärna C är en gulvit stjärna av spektraltyp F3 V som är cirka 1,41 gånger så massiv som solen och precis har börjat ljusna och flyttas från huvudserien. Den befinner sig i en 1000-årig bana med ett par av stjärnor, Da och Db, en gulvit huvudseriestjärna av spektraltyp F7 V och en röd dvärg av spektraltyp M3 V. Da och Db kretsar kring varandra med en omloppsperiod av 14,28 dygn. Slutligen kretsar stjärnorna C och Dab och systemet av stjärnorna Aab och B, kring varandra med en omloppsperiod av 20 000 år.
Det samlade ljuset från hela systemet resulterar i en kombinerad magnitud på 6,9. Publicerade skenbar magnitud för komponenterna varierar kraftigt och vissa är säkert felaktiga, men komponenterna A, B, C och D har ungefär visuell magnitud 8, 10, 9 respektive 9. Modeller av alla sex komponenter visar att Aa och Ab har magnituden 8,5 respektive 8,7 medan den svaga följeslagaren till komponent D är omkring 16:e magnituden. CD-paret är något ljusare än AB-paret, även om komponent A är något ljusare än komponent C.
Stjärnsystemet har ansetts vara ett möjligt mål för direkta bildsökningar efter exoplaneter, men inga planeter har ännu upptäckts i systemet.